# Potorfie

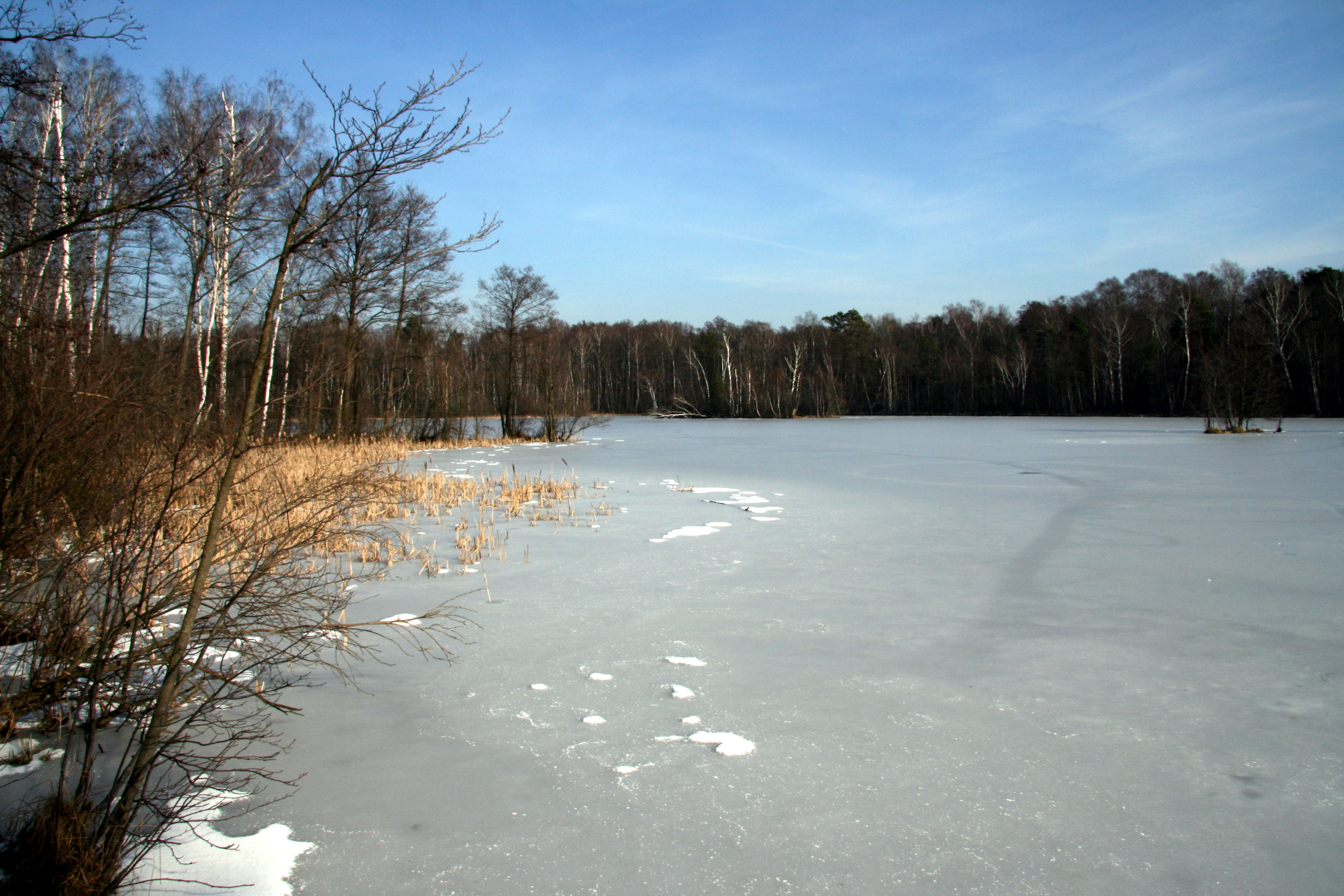
Wypełnione wodą dawne potorfie Jezioro Torfy w Karczewie.

Potorfie – wyrobisko powstałe w wyniku wydobywania torfu wraz ze zdegradowaną przy tym glebą. Rekultywacja potorfia polega na przekształceniu go w zbiornik wodny lub łąkę.